# جاك هولاند (ملاكم)
جاك هولاند (بالإنجليزية: Jack Holland)‏ (1909 بشريفبورت في الولايات المتحدة - 9 مايو 1933 بنيو أورلينز في الولايات المتحدة) هو لاعب كرة قدم أمريكية وملاكم أمريكي.

## إحصائيات
خاض خلال مسيرته 4 نزالات، فاز في 3 ولم يتعادل وخسر في واحد.